# (7007) Timjull
(7007) Timjull (1981 EK34) est un astéroïde de la ceinture principale, découvert le 2 mars 1981 par l'astronome américain Schelte J. Bus à l'Observatoire de Siding Spring.